# أل كرافيلي
أل كرافيلي (بالإنجليزية: Al Caravelli)‏ هو مدرب اتحاد الرغبي ‏ أمريكي، ولد في 1959 في كوينز في الولايات المتحدة.